# سیمونه آنزانی

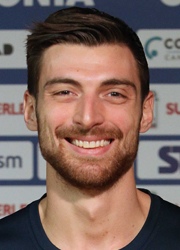
آنزانی در سال ۲۰۱۷

سیمونه آنزانی (انگلیسی: Simone Anzani؛ زادهٔ ۲۴ فوریهٔ ۱۹۹۲) بازیکن والیبال اهل ایتالیا است. آنزانی در حال حاضر عضو تیم ملی والیبال ایتالیا و باشگاه ورنا است. وی در سال ۲۰۱۴ در ترکیب ایتالیا قرار داشت و به مدال برنز لیگ جهانی دست یافت.